# Adesmus moruna
Adesmus moruna är en skalbaggsart som beskrevs av Martins och Maria Helena M. Galileo 2008. Adesmus moruna ingår i släktet Adesmus, och familjen långhorningar.
Artens utbredningsområde är Costa Rica. Inga underarter finns listade i Catalogue of Life.